# Fela Kuti
Fela Anikulapo Kuti, geboren als Olufela Olusegun Oludotun Ransome-Kuti (Abeokuta, 15 oktober 1938 – Lagos, 2 augustus 1997), was een Nigeriaanse muzikant en politiek activist. Hij ontwikkelde een eigen muziekstijl, die hij afrobeat noemde.
Zijn familie behoort tot de Yoruba-stam. Zijn vader en grootvader waren dominee in een protestantse kerk. Zijn moeder was aanvankelijk onderwijzeres maar groeide later uit tot een belangrijk politica.

## Biografie
In 1958 werd Kuti voor studie door zijn ouders naar Londen gestuurd. Maar anders dan zijn broers en zuster koos hij voor een muziekopleiding en niet voor een medicijnenstudie. In Londen was Kuti actief in de band "Koola Lobitos", waarin hij vooral met Nigeriaanse musici speelde.
In 1963, drie jaar na de onafhankelijkheid van Nigeria, keerde Kuti samen met de rest van de band terug naar Lagos. In 1969 bracht hij de band naar Los Angeles onder de naam "Fela Ransome-Kuti and Nigeria 70". In de Verenigde Staten werd hij sterk beïnvloed door ideeën van Malcolm X en andere zwarte activisten.

### Kalakuta Republic
Kuti ontwikkelde de zogenoemde afrobeat en nam voor zijn terugkeer naar Nigeria enkele singles op. Zijn nieuwe Afrikaanse muziek werd een groot succes in Nigeria en hij opende een club genaamd de Afro-Shrine. Via zijn muziek droeg Kuti zijn politieke ideeën uit en zijn club groeide uit tot een politiek centrum. In 1974 riep hij de "Kalakutu Republic" uit en zette hij een hek om zijn huis. Deze staat binnen de staat Nigeria werd een doorn in het oog van de toenmalige machthebbers. Kuti werd hierna vaak opgepakt en vastgezet.
Desondanks werd Kuti steeds uitgesprokener en zijn aanhang groeide tot enorme proporties. Hij verkocht miljoenen exemplaren van zijn platen en veranderde zijn naam van Ransome-Kuti in Anikulapo-Kuti – "hij die de dood met zich meedraagt".
Tijdens het FESTAC ("Festival for Black Arts and Culture", Lagos, 1978) speelde Kuti het nummer Zombie. Het nummer spot met de militaire macht in Nigeria en werd zeer populair in grote delen van Afrika. Het Nigeriaanse leger daarentegen vernielde zijn huis – de "Kalakuti Republic" – en molesteerde de bewoners. Kuti's moeder overleed aan de verwondingen opgelopen tijdens de inval.
Precies een jaar na het ineenstorten van de "Kalakutu Republic" trouwde Kuti in Accra (Ghana) in één keer met 27 vrouwen, veelal danseressen en zangeressen uit zijn eigen band. Daarna speelde de uit zeker 60 leden bestaande band in een uitverkocht Accra Stadium. Tijdens het spelen van het nummer Zombie braken rellen uit en werd de gehele band gearresteerd en twee dagen later het land uitgezet.

### Presidentskandidaat
In 1979 probeerde Kuti deel te nemen aan de presidentsverkiezingen. Hij had hiervoor de partij "Movement of the People" opgericht. Zijn kandidatuur werd echter ongeldig verklaard. Vier jaar later probeerde Kuti het opnieuw, maar hij werd door de politie vastgezet. Tot verdere kandidaatstelling kwam het niet vanwege de militaire coup.
In 1984 onder het regime van generaal Muhammadu Buhari werd hij veroordeeld tot vijf jaar gevangenisstraf vanwege "illegale uitvoer van valuta". Van deze straf zat Kuti uiteindelijk twintig maanden uit, want hij werd vrijgelaten tijdens het bewind van generaal Ibrahim Babangida toen de rechter bekend had gemaakt dat hij Kuti onder druk van het vorige bewind had veroordeeld.
Kuti doopte zijn band om in "Egypt 80", inmiddels bestaande uit bijna tachtig bandleden, en speelde in Afrika, Europa en de Verenigde Staten. Zijn tournees leverden een belangrijke bijdrage aan de acceptatie en bekendwording van de Afrikaanse ritmen en cultuur.

### Overlijden
In 1997 overleed hij aan de gevolgen van de ziekte aids. Zijn begrafenis bracht een miljoen mensen op de been. Zijn zoon Femi Kuti – eveneens een bekend muzikant – speelde saxofoon tijdens de plechtigheid.
De jongste zoon van Kuti, Seun Anikulapo Kuti, is tegenwoordig de leider van zijn vaders band, Egypt 80.

## Betekenis
Kuti is uitgegroeid tot een belangrijk vertolker van de gevoelens van het Afrikaanse gewone volk. Velen leden onder de regimes die na de dekolonisatie van Afrika de macht grepen. De rijkdommen vielen slechts een kleine elitegroep toe terwijl de massa in armoede leefde.

## Discografie
Een gemiddeld Fela Kuti-nummer duurt zo'n 15 minuten.
| Jaar | Titel                                               | Label                                           |
| ---- | --------------------------------------------------- | ----------------------------------------------- |
| 1969 | the '69 los angeles sessions                        | Stern's                                         |
| 1971 | Live! (met Ginger Baker)                            | Regal Zonophone / Pathe Marconi                 |
| 1971 | Why Black Man Dey Suffer                            | EMI / Decca Afrodesia                           |
| 1972 | Stratavarious (met Ginger Baker)                    | Polydor / Atco                                  |
| 1972 | Na Poi                                              | EMI HMV                                         |
| 1972 | Open & Close                                        | EMI / Pathe Marconi                             |
| 1972 | Shakara                                             | EMI / Editions Makossa / Pathe Marconi / Creole |
| 1972 | Roforofo Fight                                      | Jofabro / Editions Makossa / Pathe Marconi      |
| 1973 | Afrodisiac                                          | EMI/ Regal Zonophone / Pathe Marconi            |
| 1973 | Gentleman                                           | EMI / Pathe Marconi / Creole                    |
| 1974 | Alagbon Close                                       | Jofabro / Editions Makossa                      |
| 1975 | Noise for Vendor Mouth                              | Afrobeat                                        |
| 1975 | Confusion                                           | EMI / Pathe Marconi                             |
| 1975 | Everything Scatter                                  | Coconut / Creole                                |
| 1975 | He Miss Road                                        | EMI / Pathe Marconi                             |
| 1975 | Expensive Shit                                      | Soundwork Shop / Editions Makossa               |
| 1976 | No Bread                                            | Soundwork Shop / Editions Makossa               |
| 1976 | Kalakuta Show                                       | Kalakuta / Editions Makossa                     |
| 1976 | Upside Down                                         | Decca Afrodisia                                 |
| 1976 | Ikoyi Blindness                                     | Africa Music                                    |
| 1976 | Before I Jump Like Monkey Give Me Banana            | Coconut                                         |
| 1976 | Excuse O                                            | Coconut                                         |
| 1976 | Zombie                                              | Coconut / Creole / Mercury                      |
| 1976 | Yellow Fever                                        | Decca Afrodesia                                 |
| 1977 | Opposite People                                     | Decca Afrodesia                                 |
| 1977 | Fear Not for Man                                    | Decca Afrodesia                                 |
| 1977 | Stalemate                                           | Decca Afrodesia                                 |
| 1977 | Observation No Crime                                | Decca Afrodesia                                 |
| 1977 | Johnny Just Drop (J.J.D Live! at Kalakuta Republic) | Decca Afrodesia                                 |
| 1977 | I Go Shout Plenty                                   | Decca Afrodesia                                 |
| 1977 | No Agreement                                        | Decca Afrodesia / Barclay / Celluloid           |
| 1977 | Sorrow, Tears and Blood                             | Kalakuta                                        |
| 1978 | Shuffering and Shmiling                             | Coconut / Celluloid                             |
| 1979 | Unknown Soldier                                     | Phonodisk / Uno Melodic                         |
| 1979 | I.T.T. (International Thief Thief)                  | Kalakuta                                        |
| 1980 | Music of Many Colours (met Roy Ayers)               | Phonodisk / Celluloid                           |
| 1980 | Authority Stealing                                  | Kalakuta                                        |
| 1981 | Original Sufferhead                                 | Lagos International / Arista                    |
| 1981 | Coffin for Head of State                            | Kalakuta                                        |
| 1983 | Perambulator                                        | Lagos International                             |
| 1983 | Fela Anikulapo-Kuti & Africa 70                     | EMI Records (Holland)(Opnamen 1971-1973 EMI)    |
| 1984 | Live in Amsterdam                                   | EMI Records Ltd                                 |
| 1985 | Army Arrangement                                    | Kalakuta / Celluloid                            |
| 1986 | Teacher Don't Teach Me Nonsense                     | Polygram / Barclay                              |
| 1989 | Beasts of No Nation                                 | Kalakuta / Eurobound / Shanachie                |
| 1989 | O.D.O.O. (Overtake Don Overtake Overtake)           | Kalakuta / Shanachie                            |
| 1990 | Confusion Break Bones                               | Kalakuta                                        |
| 1990 | Just Like That                                      | Kalakuta                                        |
| 1992 | Underground System                                  | Kalakuta / Sterns                               |